# Bad Cat
Bad Cat es una película turca de animación para adultos basada en el cómic homónimo, creado por Bülent Üstün. La cinta fue dirigida por Mehmet Kurtuluş y Ayşe Ünal y realizada por el estudio de animación Anima Istambul. La película fue presentada, fuera de concurso, en el Festival de Annecy. En España, fue presentada en el 49.º Festival de Cine de Sitges y el 26º Festival de Cine Fantástico de Málaga. La película fue estrenada en Panamá el 2 de febrero de 2017. Se estrenó el 23 de noviembre de 2017 en Argentina. La película se estrenó el 27 de mayo de 2022 en España en la plataforma de cine en línea Filmin.

## Doblaje
El doblaje de la película contó con el siguiente reparto:
| Especie   | Personaje           | Personaje                      | Actor de doblaje    | Actor de doblaje          | Actor de doblaje   | Actor de doblaje |
| Especie   | Original (en turco) | Adaptación (en español panamá) | Turquía             | Panamá                    | Argentina          | España           |
| --------- | ------------------- | ------------------------------ | ------------------- | ------------------------- | ------------------ | ---------------- |
| (gato)    | Şerafettin          | Pedro                          | Uğur Yücel          | Randy Dominguez           | Mario De Candia    | David Moreno     |
| (gato)    | Tacettin            | Paco                           | Demet Evgar         | Ignacio García de Paredes | Alejandro Graue    | Iris Lago        |
| (gato)    | Misket              | Mishka                         | Demet Evgar         | Cheri Lewis               | Mariana Martí      | Yolanda Gispert  |
| (gato)    | Cemil               | Negro                          | Yekta Kopan         | Felipe Arias              | Hernán Palma       | Gerard Flores    |
| (rata)    | Rıza                | Miki                           | Güven Kıraç         | Tinomatik                 | Juan Manuel Echave | Iván Cánovas     |
| (gaviota) | Rıfkı               | Riki                           | Gökçe Özyol         | Poti Far                  | Javier Naldjian    | Álex De Porrata  |
| (gaviota) | Mertan              | Melvin                         | Bülent Üstün        | Arturo Illueca            | Damián Stavros     | ¿?               |
| (perro)   | Adnan               | Perrón                         | Okan Yalabık        | Jonathan Harker           | Hernán Bravo       | ¿?               |
| (humano)  | Karikatürist        | Caricaturista                  | Okan Yalabık        | Jonathan Harker           | Facundo Reyes      | Toni Molías      |
| (humano)  | Tonguç              | Robi                           | Ahmet Mümtaz Taylan | Ponty Correa              | Javier Gómez       | Javier Martín    |
| (humano)  | Hasene              | Gladys                         | Ayşen Gruda         | Teresa Carrizo            | Laura Cassani      | Esperanza Gracia |
| (humano)  | Şemistan            | Sami                           | Cezmi Baskın        | Bosco Vallarino           | Rolando Agüero     | Joaquín Casado   |